# Peter Cornelius
Carl August Peter Cornelius (24. prosince 1824, Mohuč – 26. října 1874, tamtéž) byl německý hudební skladatel, hudební publicista, básník a překladatel.

## Život
Pocházel z umělecké rodiny. Jeho rodiči byli divadelní herci Karl a Friederike Corneliovi, strýc byl úspěšný německý malíř Peter von Cornelius a sestra Auguste Corneliová se stala spisovatelkou. Po dokončení střední školy se začal věnovat divadelní kariéře. Debutoval v divadle v Mohuči a ve svých devatenácti letech byl v roce 1843 jmenován dvorním hercem. Vedle toho se však intensivně zabýval hudbou. Soukromě studoval hru na housle a kompozici u Heinricha Essera. O rok později odešel do Berlína ke svému strýci malíři. Jeho herecká kariéra nebyla příliš úspěšná. Více se proto věnoval hudbě. V letech 1845–1849 studoval u Siegfrieda Dehna. Z tohoto období pocházejí, kromě mnoha písní, jeho první komorní a chrámové skladby. Nejvýznamnějším dílem je Stabat Mater pro sóla sbor a orchestr, která byla komponována jako jakási závěrečná práce jeho studia u Dehna.
V roce 1851 působil Cornelius v Berlíně jako hudební kritik pro časopis Echo und Modespiegel. Prostřednictvím svého strýce se v roce 1853 seznámil s Franzem Lisztem, který v té době žil ve Výmaru. Pod jeho vlivem v časopise Neuen Zeitschrift für Musik horlivě podporoval tzv. novoněmeckou školu, která hlásala příklon k programní hudbě. V těchto letech zkomponoval větší část své chrámové hudby.
15. prosince 1858 měla ve Výmaru premiéru Corneliova opera Der Barbier von Bagdad za řízení Franze Liszta. Lisztovi odpůrci využili představení k demonstraci proti Lisztovi a proti celé neoněmecké škole. Opera byla ředitelem divadla okamžitě stažena z repertoáru a za života autora nebyla už v Německu uvedena. Na protest proti tomuto rozhodnutí Liszt rezignoval na místo kapelníka a Cornelius opustil Výmar a odešel do Vídně.
Ve Vídni působil v letech 1859–1864. Seznámil se zde s Richardem Wagnerem a společně s ním odešel do Mnichova. Stal se docentem rétoriky a harmonie na nově zřízené Vysoké škole hudební a divadelní. V roce 1867 se oženil s Bertou Jungovou a měl s ní dceru a tři syny. Věnoval jí např. cyklus písní An Bertha op. 15. 21. května 1865 byla ve Výmaru úspěšně uvedena premiéra jeho druhé opery El Cid. Třetí operu podle příběhu ze sbírky severských bájí Edda se mu již dokončit nepodařilo. Podle dochovaných rukopisů ji zkompletoval a instrumentoval Waldemar von Baußnen (1866–1931) a byla poprvé uvedena rovněž ve Výmaru 6. května 1891.
Zemřel 26. října 1874 v Mohuči a je tam také pochován.

## Dílo (výběr)

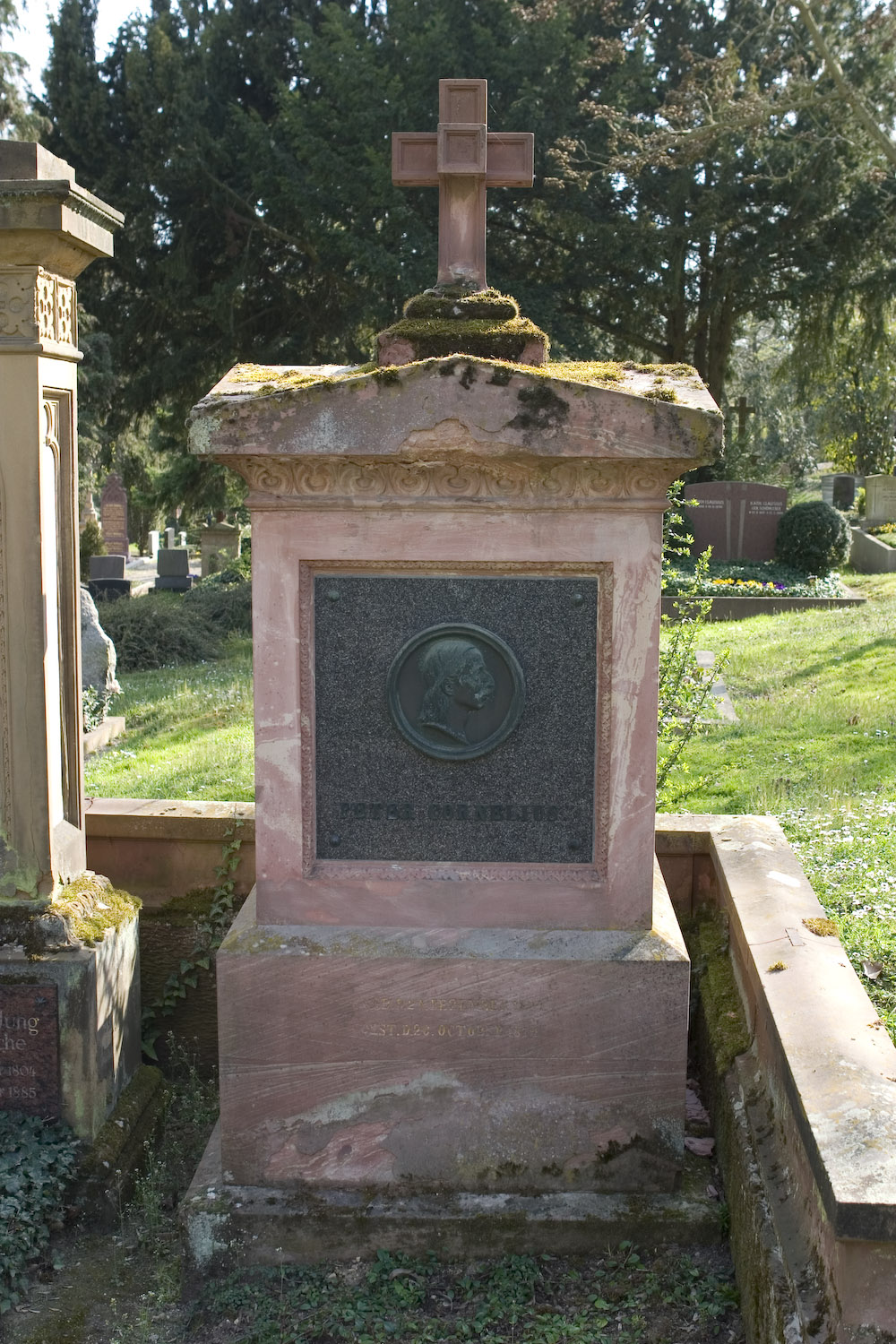
Hrob skladatele v Mohuči

### Sbory
- Smuteční sbory op. 9
- Beethoven-lied, op. 10
- Tři sbory op. 11
- Tři mužské sbory op. 12
- Reiterlied, op. 17
- Liebe, op. 18
- Die Vätergruft, op. 19
- 4 italské sborové písně op. 20
  - Zug der Juden nach Babylon
  - Liebeslied
  - Amor im Nachen
  - Das Tanzlied
- Sonnenaufgang (1844)
- Es war ein alter König (1844)
- O Venus! (1872)

### Chrámová hudba
- Vater unser, op. 2
- Tři žalmy op. 13
  - Bußlied
  - An Babels Wasserflüssen
  - Jerusalem
- Trost in Tränen, op. 14
- Stabat Mater (1849)
- Mše d-moll, CWV 91
- Requiem æternam dona eis Domine (1852)
- Absolve Domine (1852)

### Písně
- Šest písní, op. 1
- Smutek a útěcha, op. 3
- Tři písně, op. 4
- 6 písní, op. 5
- Tři dvouhlasé písně, op. 6
- Vánoční písně, op. 8 (1856)
- Bertě (čtyři písně), op. 15
- Der Tod des Verräters (tercet), 1850

### Opery
- Der Barbier von Bagdad (1856-58)
- Der Cid (1860-65)
- Gunlöd (1869-74), nedokončeno